# Baram-ui nara
Baram-ui nara (바람의 나라?; lett. "Il paese del vento"), anche nota con il titolo internazionale The Kingdom of the Winds, è una serie televisiva sudcoreana trasmessa su KBS2 dal 10 settembre 2008 al 15 gennaio 2009, tratta dall'omonimo manhwa di Kim Jin ambientato nel periodo dei Tre regni.

## Trama
Il terzo figlio del re Yuri di Goguryeo nasce portando con sé una profezia infausta: da adulto ucciderà la sua famiglia e causerà la distruzione del regno. Per impedire che ciò accada, Yuri lo fa uccidere durante una cerimonia pubblica, ma in segreto lo consegna al suo secondo figlio, il principe Haemyeong, il quale a sua volta lo affida alle cure della sua ex amante, Hyeap, affinché lo cresca. La donna lo battezza quindi Muhyul, il "senza anima".

## Personaggi e interpreti
- Muhyul, interpretato da Song Il-kook, Choi Won-hong (da bambino) e Park Gun-woo (da adolescente)
- Principessa Yeon, interpretata da Choi Jung-won
- Principe Hodong, interpretato da Choi Won-hong e Kim Jin-woo (da bambino)
- Principe Dojin, interpretato da Park Gun-hyung
- Re Yuri, interpretato da Jung Jin-young

## Produzione
Prodotta da Chorokbaem Media con KBS Drama, la serie aveva un budget di 4 miliardi di won, ma costò 20 miliardi.

## Accoglienza
Baram-ui nara è stata un successo in termini d'ascolti, con uno share nazionale costante tra il 15% e il 20%; l'ultimo episodio ha registrato il 20,7% ed è stato il programma più visto della sua fascia oraria. È stata apprezzata per la recitazione degli attori, specialmente quella di Jung Jin-young nei panni del re Yuri, ma criticata per la trama, giudicata semplice e banale.

## Riconoscimenti
- KBS Drama Award[6]
  - 2008 – Premio all'alta eccellenza, attori a Song Il-kook
  - 2008 – Premio all'eccellenza, attori a Jung Jin-young
  - 2008 – Premio all'eccellenza, attrici a Choi Jung-won
  - 2008 – Miglior coppia a Song Il-kook e Choi Jung-won